# Сент-Джорджес
Се́нт-Джо́рджес (англ. St. George's) — столица Гренады, её политический и экономический центр. Население 2982 человека (2011). Находится на юго-западном побережье острова Гренада. Является важным транспортным узлом. Действует морской порт, международный аэропорт. Развита пищевкусовая промышленность. Город был основан в 1650 году. В 1885—1958 — столица британской колонии Наветренных островов, с 1974 года — столица независимой Гренады. Название получил от церкви Сент-Джорджес (святого Георга).

## Этимология
Название города образовано от названия церкви Сент-Джордж (англ. Saint George — «Святой Георг»).

## Природные условия
Сент-Джорджес находится на юго-западном побережье острова Гренада, относящегося к группе Малых Антильских островов Карибского моря. Город лежит на берегу живописной бухты, амфитеатром поднимаясь по склонам холмов до высоты 188 метров над уровнем моря. Погодные условия столицы формируются под влиянием тропического пассатного климата. Среднегодовая температура воздуха составляет +26 градусов. Средний уровень выпадающих за год осадков достигает 1960 мм. Сезон дождей продолжается с мая по октябрь. В период с июля по октябрь в городе нередко свирепствуют ураганы.
Сент-Джорджес расположен в зоне влажных тропических лесов. Естественная растительность представлена гвоздичным деревом, деревом какао и цитрусовыми. В прибрежных водах встречается множество видов рыб, моллюсков и ракообразных. В черте города и его окрестностях обитает большое количество различных тропических птиц.

## Население, язык, вероисповедание
Численность населения столицы вместе с агломерацией превышает 40 тысяч человек. Этническое большинство в Сент-Джорджесе (свыше 50 %) представлено неграми (в основном потомками чернокожих рабов, завезенных из Африки), около 40 % столичных жителей — мулаты, остальную часть населения составляют индейцы и европейцы.
Государственным языком является английский, незначительная часть населения владеет также и языком патуа (диалект на основе французского). Доминирующая религия — христианство (католицизм и протестантизм).

## История развития города
Сент-Джорджес основан французскими колонистами в 1650 году. Первоначально представлял собой небольшое поселение, затем французы построили крепость в районе гавани Сент-Джорджес, предназначенную для защиты города от вторжения британских войск. Англичанам удалось завладеть Сент-Джорджесом только в 1762 году, в период Семилетней войны, разгоревшейся по причине обострения борьбы за колониальные владения между Англией и Францией. В ходе военных действий Британией был захвачен весь остров Гренада, однако в 1799 году он вновь отошел к Франции. Британское господство на острове, и в частности в Сент-Джорджесе, было официально утверждено после подписания Версальского договора в 1783 году.
В конце XVIII века в порт Сент-Джорджес стали прибывать морские суда с африканскими невольниками, предназначенными для работы на плантациях сахарного тростника. Возделывание этой культуры приносило высокие доходы английским колонизаторам, обосновавшимся в Сент-Джорджесе. Но вследствие сильных ураганов, тростниковые плантации довольно значительно страдали, и местным землевладельцам пришлось уделить особое внимание культивированию пряных растений, в том числе мускатного ореха, которые пользовались большим спросом на мировом рынке. После освобождения рабов в 1834 году к возделыванию сельскохозяйственных культур привлекались наёмные рабочие из Индии.
В 1833—1957 годах Сент-Джорджес принадлежал британской колонии Британские Наветренные острова, а в 1958—1962 годах находился в составе Вест-индской федерации, образованной правительством Великобритании. В 1967 году, когда остров был объявлен «ассоциированным самоуправляющимся государством», Сент-Джорджес стал административным центром Гренады. После провозглашения независимости Гренады в 1974 году город получил статус столицы нового государства. В Сент-Джорджесе разместилась и правительственная резиденция.
В 1983 году столица была оккупирована войсками США и нескольких стран Вест-индского региона. Ввод иностранных армий на территорию острова положил конец правлению Мориса Бишопа, являвшегося лидером политических кругов Гренады. В 1984 году в Сент-Джорджесе было создано новое правительство, возглавляемое премьер-министром. В результате политических преобразований, осуществляемых органами центральной власти, произошли позитивные перемены и в экономике страны. В Сент-Джорджесе начал интенсивно развиваться туристический бизнес, открылся ряд промышленных предприятий, налаживались внешнеторговые отношения со странами Карибского региона. Экономическое положение города значительно ухудшилось в 1997 году, после отмены специальной квоты ЕС на поставку бананов из государств, расположенных в Карибском бассейне.

## Культурное значение
К историко-культурным достопримечательностям столицы относятся христианские церкви, возведённые в XVII—XVIII веках, и старинные городские укрепления в гавани Сент-Джорджес, построенные французскими колонистами.
В Сент-Джорджесе открыто отделение Вест-индского университета, где студенты имеют возможность получить высшее образование, не уезжая на материк. В городе выпускается небольшим тиражом несколько еженедельных периодических изданий, функционируют также местное телевидение и радиовещание.